# Adelheid von Pechlin
Adelheid Henriette Louise Caroline baronesse von Pechlin, født komtesse von Eyben (7. marts 1808 – 25. juni 1882 i København) var en dansk-tysk adelsdame.
Hun var datter af Friedrich von Eyben og ægtede 1827 baron Friedrich Christian Ferdinand von Pechlin. Hun overlevede ham og døde i København i 1882 efter at have fungeret som hofmesterinde hos arveprinsesse Caroline 1875-81. De havde ingen børn.
1. ↑  Navnet er anført på engelsk og stammer fra Wikidata hvor navnet endnu ikke findes på dansk.